# أدولفو جيدو لافال
أدولفو جيدو لافال (مواليد 9 أكتوبر 1912) هو مبارز بالسيف أرجنتيني، مثّل بلاده في الألعاب الأولمبية الصيفية 1948.

## روابط خارجية
أدولفو جيدو لافال على موقع أوليمبيديا (الإنجليزية)